# Время от времени
«Время от времени» (другое название — «Сейчас и тогда», в оригинале — «Now and Then») — мелодрама режиссёра Лесли Линки Глаттер, выпущена в 1995 году.

## Сюжет
История четырёх подруг детства, которых взрослая жизнь разбросала по разным местам, пока важный случай не собрал их вместе в их родном городе Шелби, Индиана. Они вспоминают своё детство 1970 года, как они, тогда 12-летние девочки, вместе радовались, страдали и влюблялись.

## В ролях
- Кристина Риччи — юная Роберта Мартин
- Рози О’Доннелл — доктор Роберта Мартин
- Тора Бёрч — юная Тини Терселл
- Мелани Гриффит — Тина Терселл
- Гэби Хоффманн — юная Сам Албертсон
- Деми Мур — Саманта Албертсон
- Эшли Астон Мур — юная Крисси Де Витт
- Рита Уилсон — Крисси Де Витт
- Девон Сава — Скотт Уормер
- Клорис Личмен — бабушка Албертсон
- Лолита Давидович — миссис Албертсон, мама Сэм
- Бонни Хант — миссис Де Витт, мама Крисси
- Брендан Фрэйзер — ветеран вьетнамской войны

## Съёмочная группа
- Режиссёр: Лесли Линка Глаттер
- Сценарист: И. Марлен Кинг
- Продюсеры: Деми Мур и Сюзанна Тодд
- Оператор: Ули Стайгер
- Композитор: Клифф Эдельман
- Монтажёр: Жаклин Кэмбас
- Художники-постановщики: Гершон Гинзбург и Энн Кулджиан
- Художник по декорациям: Энн Кулджиан
- Художник по костюмам: Дина Эппель

## Номинации
- 1995 Young Artist Award
  - Лучшая команда молодых актёров (Кристина Риччи, Тора Бёрч, Габи Хоффман и Эшли Астон Мур)